# Klavecimbelconcert (Leigh)
Het Concertino voor klavecimbel en strijkorkest is een compositie van de Britse componist Walter Leigh. Het concerto voor klavecimbel is geschreven in een stijl die in het geheel niet doet denken aan de muziek van rond 1934.
De muziek en indeling doen denken aan klassieke muziek uit de 18e eeuw.
Delen:
1. Allegro
2. Andante
3. Allegro vivace

In het eerste deel ontstaat een levendige dialoog tussen solist en orkest, een cadens (met maatindeling) volgt en men keert terug naar het oorspronkelijke thema. Het tweede deel lijkt op een sarabande, geschreven in de ABA-vorm; het thema (A) van de solist wordt herhaald door het orkest. In deel B wordt een nieuw thema verwerkt in het hoofdthema. Hier voeren celli, violen de hoofdtoon en de klavecimbel is begeleiding. Deel drie is een 6/8 maat geschreven, dat is de maatsoort van een Weense wals, maar door de accenten tegen de maat in, is er geen sprake van een wals. Een laatste cadens leidt naar het slot.
Er zijn niet veel klavecimbelconcerten geschreven in de klassieke muziek van de 20e eeuw; het klavecimbel heeft een beperkte dynamiek en kan niet op tegen de klank van een volledig symfonieorkest. Leigh heeft het orkest dan ook ingekrompen tot alleen de strijkinstrumenten. Toch heeft ook hier het solo-instrument het moeilijk. Wat opvalt aan dit concert is de stijl waarin het gecomponeerd is. De klassieke muziek was in het begin van de 20e eeuw aan een ware revolutie bezig; stijlen volgden elkaar snel op. Dit concert bevat bijna geen enkele aanwijzing, dat het in die tijd geschreven is. De muziek doet denken aan klavecimbelmuziek uit de 18e eeuw; de muziek van Georg Friedrich Händel; alles klinkt zeer licht en lijkt eenvoudig uit te voeren. Af en toe een lichte dissonant geeft weg, dat het niet van Händel is.
De première werd gegeven door componiste en pianiste Elizabeth Poston. Uitvoering van het concert geeft probleem. Het klavecimbel is qua stemming een uiterst gevoelig instrument en ook niet vaak aanwezig. Er is daarom een transcriptie voor piano en strijkorkest.

## Discografie
- Lyrita : Trevor Pinnock, London Philharmonic Orchestra o.l.v. Nicolas Braithwaite (bron)
- BBC radio classics solist George Malcolm, Academy of St. Martin in the Fields o.l.v. Neville Marriner;
- CBC solist Colin Tilney met het CBC Vancouver Orchestra o.l.v. Mario Bernardi
- EMI: solist/dirigent Neville Dilkes met het English Sinfonia Orchestra
- Dutton ; Kathleen Long speelt de pianoversie met het Boyd Neel Stringorchestra o.l.v. Boyd Neel (historische opname).